# Zygophyllum suffruticosum
Zygophyllum suffruticosum är en pockenholtsväxtart som beskrevs av Schinz. Zygophyllum suffruticosum ingår i släktet Zygophyllum och familjen pockenholtsväxter. Inga underarter finns listade i Catalogue of Life.